# Spyker F1
Spyker F1 Team (Spyker abreujat), és un equip de Fórmula 1, creat al setembre de 2006, després de la compra de l'equipo Midland F1. Un dels canvis més significatius són els nous colors del monoplaça: taronja i platejat.

## La compra de Midland F1

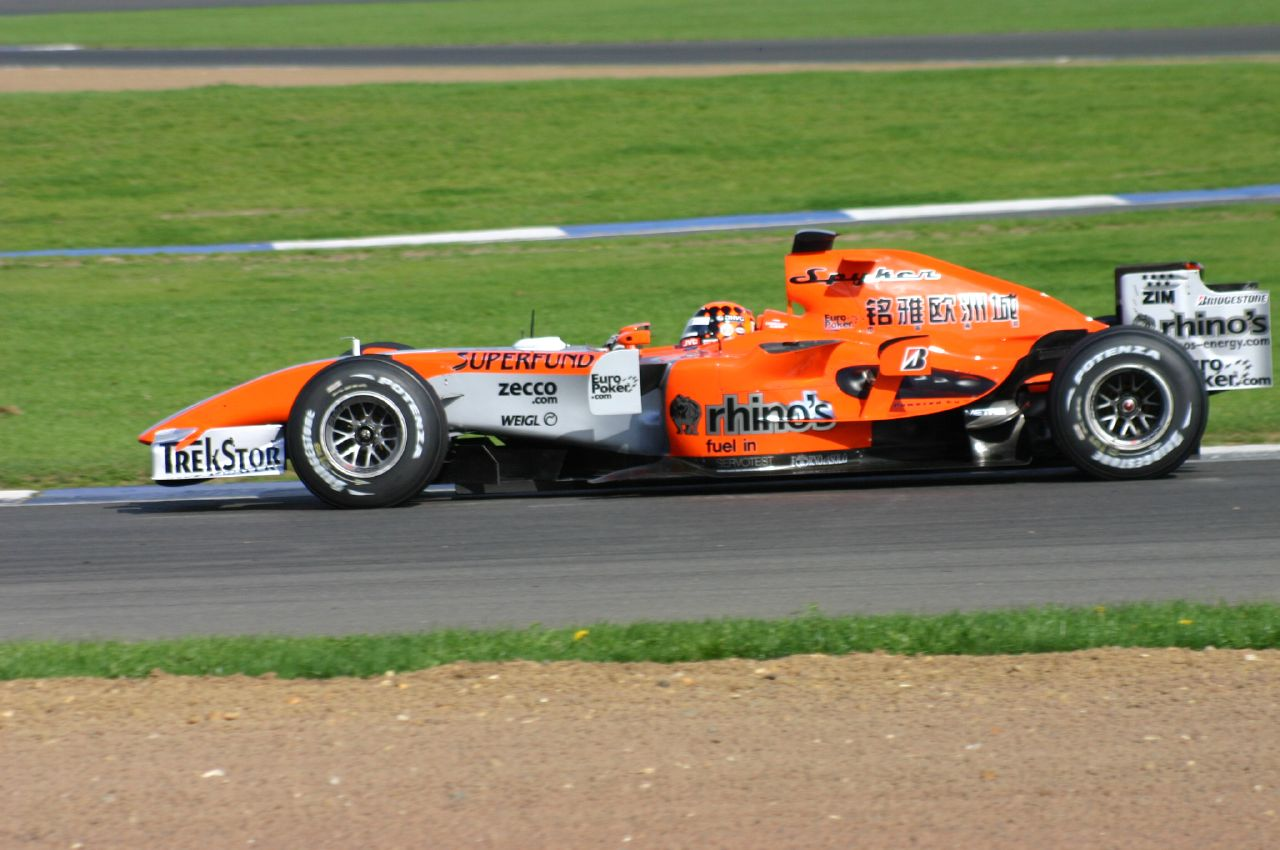
Els nous colors de l'equip

Els rumors sobre la possible venda de Midland van començar a circular a partir de la meitat de la temporada 2006, menys de dos anys després que Shnaider la comprés a Eddie Jordan. Aquests rumors suggerien un preu de venda de 128 milions de dòlars. Els equips de fórmula 1 s'havien tornat més valuosos degut al fet que no s'anaven a admetre nous equips després del 2008, amb un màxim de 12 llicències atorgades per la FIA.
El 9 de setembre de 2006, es va anunciar que l'equip havia estat venut a Spyker Cars. Aquesta companyia va pagar 106.6 milions de dòlars per l'equip. Michiel Mol es converteix en el nou director de l'equip i membre de la directiva de Spyker. Com a part del tracte, les actuacions van exhibir publicitat revisada durant les últimes tres carreres del 2006, i l'equip va començar a utilitzar la bandera neerlandesa (en lloc de la russa), ja que Spyker té la seu en aquest país.